# 松下幸之助

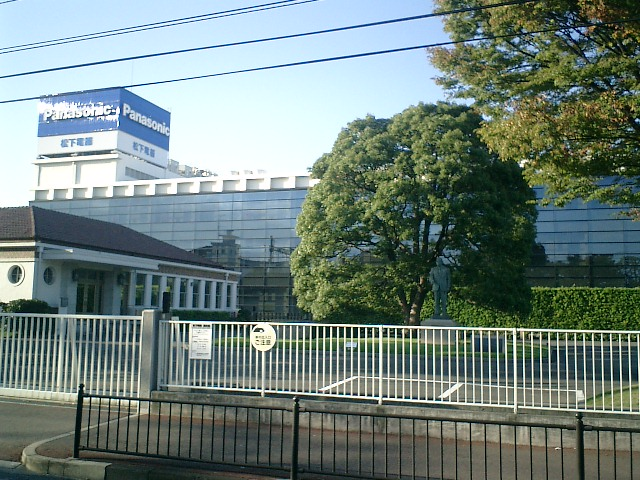
松下電器總部

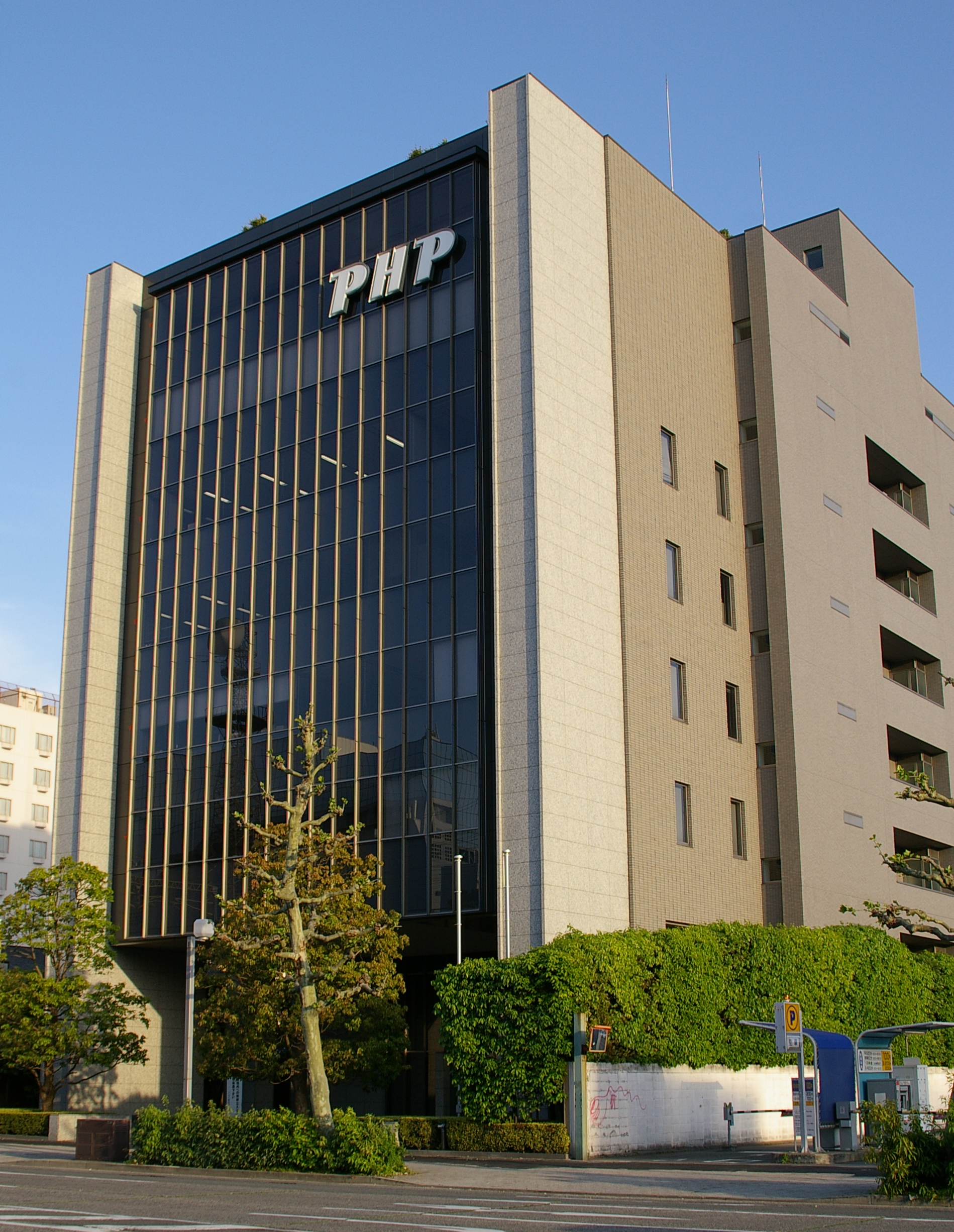
PHP研究所總部

松下幸之助（日语：松下幸之助/まつした こうのすけ，1894年11月27日—1989年4月27日），出生於日本和歌山縣，是橫跨明治、大正、昭和以及平成四世代的日本企業家，是松下電器、松下政經塾與PHP研究所的創辦者，在日本被稱為「經營之神」。

## 生平

### 兒少時期
松下是和歌山的一戶農家的最小的小孩，松下幸之助為老么（老八），其上有5個姊姊、2個哥哥。九歲就到火鉢（或稱火盆）店工作，16歲時進入大阪電燈（今關西電力公司前身之一），7年後離職，1915年与井植梅野结婚。

### 事業發展
1918年3月7日，松下幸之助在大阪創辦了松下電器的前身「松下電氣器具製作所」，生產自行車用電燈等產品。创业之初曾典当妻子的和服以筹集资金。1925年，「松下電氣器具製作所」創立了“National”（ナショナル）品牌，生產電池及收音機。1935年，「松下電氣器具製作所」改名為，松下幸之助出任社長（總經理）。
第二次世界大戰期間，松下電器受日軍之命生產軍品（尤其是松下與其妻舅井植歲男參與研制明星木造訓練轟炸機計劃），1945年日本投降，進入日本盟軍佔領時期，所有参与军事生产的企业被駐日盟軍總司令部关闭，松下幸之助被解除社長職務。在小舅子井植歲男承担與日軍合作的责任而辞职后，松下幸之助于1947年回到社長的位置（井植歲男後來創立三洋電機）。
松下電器靠著三寶——洗衣機、冰箱及電視機──而快速發展業務，成為世界知名的大公司。1961年，松下幸之助升任為會長（董事長）。
松下幸之助为了復興公司，從1950年代到1970年代都掌握大權，松下幸之助也熱心公益，在他的捐獻下，於1865年12月被大火燒毀的淺草寺雷門得以重建，成為當今的造形。

### 退休之後
1973年，松下幸之助退休，轉任松下電器的顧問。松下退休後，因為事業的傑出表現，獲得多項獎項，以及榮譽學位（他並未正式受過高等教育）。他曾经連續40年是日本繳稅金額排名前100名的人，1981年，接受日本政府颁发的“勳一等旭日大綬章”。1989年4月27日，因为肺炎在大阪逝世，享耆壽94岁。個人財產估計約5000億日元（约合50億美元）。

## 紀念
2024年，正值松下130歲冥壽之際，Panasonic宣佈開發出人工智慧版松下幸之助，可以重現出他的想法，從而協助企業經營管理方面的問題。

## 外部連結
- 松下幸之助 一日一話 （页面存档备份，存于）（日文）
- 創業者 松下幸之助 （页面存档备份，存于） by Panasonic
- PHP Institute, Inc. （页面存档备份，存于） PHP Institute's Official Website
- Konosuke Matsushita.com （页面存档备份，存于） by PHP Institute, Inc.